# Italienische Marineverbände im Zweiten Weltkrieg
Diese Aufstellung italienischer Marineverbände im Zweiten Weltkrieg ist nicht vollständig, sie wird jedoch nach und nach verbessert.

Flagge der Regia Marina mit dem Wappen des ehemaligen Königshauses Savoyen

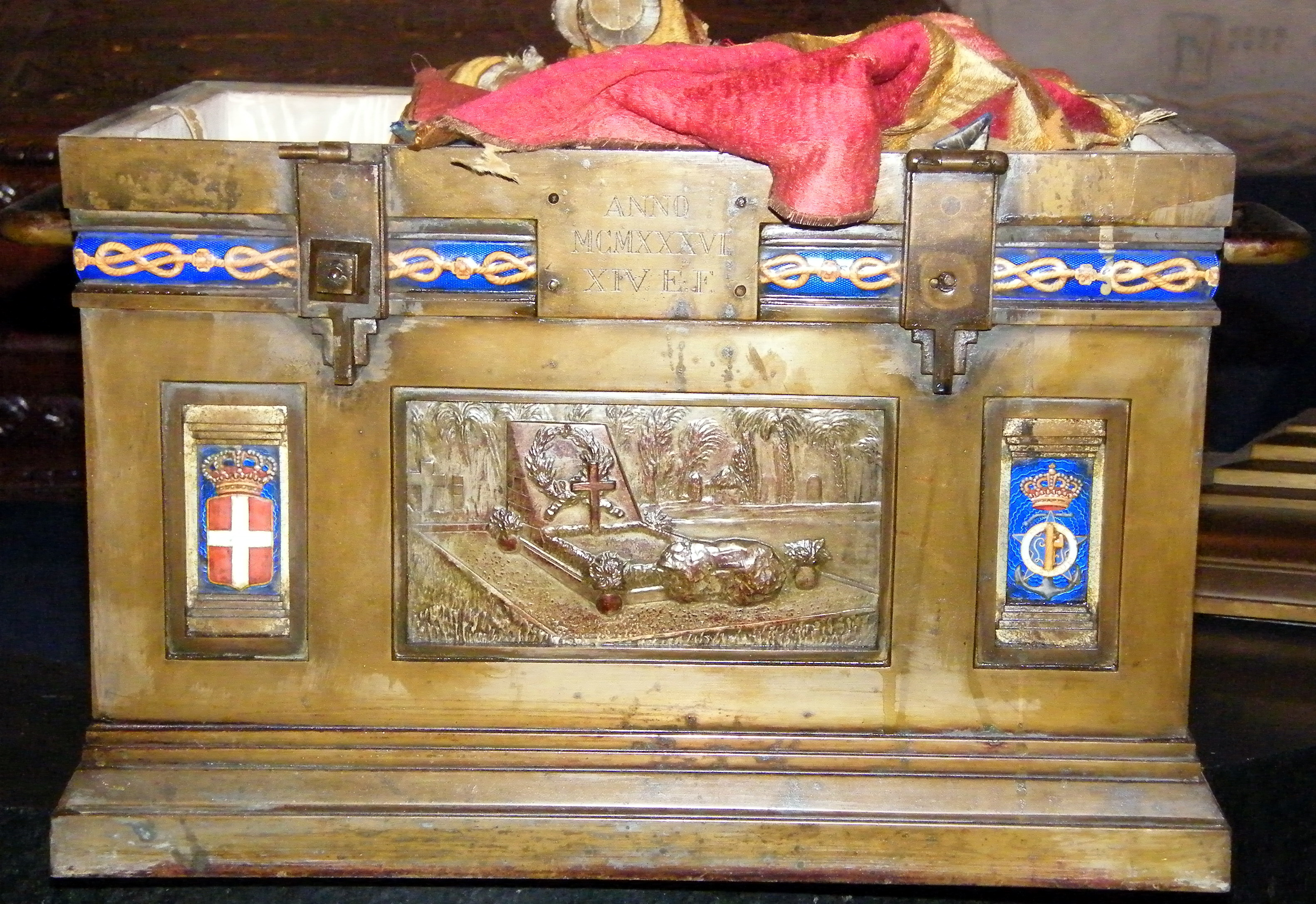
Seekriegsflagge des Kreuzers Duca degli Abruzzi, aufbewahrt im Vittoriano in Rom.

## Organisation
Die „Königlich Italienische Marine“ (Regia Marina) war 1940 in drei große „Hochseegeschwader“ (Squadra navale, manchmal als Flotten bezeichnet) unterteilt, die sich weiter in Divisionen und Geschwader gliederten. Darüber hinaus gab es Küstenabschnitts- und regionale Kommandos in La Spezia, Neapel, Tarent, Venedig, in Libyen, auf dem Dodekanes und in Ostafrika.

### Glossar
Die Namen der einzelnen Kriegsschiffe und U-Boote werden hier ohne die bis 1946 bei der Regia Marina genutzten Präfixe R.N. (Regia Nave – „Königliches Schiff“) beziehungsweise R.Smg. (Regio Sommergibile – „Königliches U-Boot“) versehen, da zur Nutzung dieser keine offizielle Anordnung bekannt ist. Auch werden diese Präfixe in der italienischen Fachliteratur kaum genutzt.
Kleinere Einheiten und Seefahrzeuge werden in der Regel nicht berücksichtigt oder nur beziffert (vergleiche auch Liste von Schiffsklassen der italienischen Marine).
Nachstehende „Flottenkommandos“ stehen für folgende italienische Bezeichnungen:
- „Flottenkommando Tarent“: 1ª Squadra Navale
- „Flottenkommando La Spezia“: 2ª Squadra Navale
- „U-Boot-Kommando La Spezia“: Squadra Navale Sommergibili

### Seeschlachten
Nachstehende Verbände trugen während des Zweiten Weltkriegs unter anderem folgende Seeschlachten und Seegefechte aus:
- Seeschlacht bei Punta Stilo (9. Juli 1940)
- Britischer Luftangriff auf italienischen Stützpunkt in Tarent (11. November 1940)
- Seeschlacht bei Kap Teulada (27. November 1940, auch bei „Kap Spartivento“)
- Angriff auf britischen Stützpunkt in der Bucht von Souda (26. März 1941)
- Schlacht bei Kap Matapan (27. März 1941)
- Erstes Seegefecht im Golf von Syrte (17. Dezember 1941)
- Angriff auf britischen Stützpunkt in Alexandria (19. Dezember 1941)
- Zweites Seegefecht im Golf von Syrte (22. März 1942)
- Operationen Vigorous und Harpoon
- Operation Pedestal

## Flottenkommando Tarent
Die Seestreitkräfte dieses Kommandos unterstanden 1940 Admiral Inigo Campioni. Flaggschiff war die Giulio Cesare.

### 5. Schlachtschiffdivision
Die 5. Schlachtschiffdivision mit ihren zugeordneten Geleitverbänden unterstand 1940 Admiral Bruno Brivonesi.
- Giulio Cesare (Flaggschiff, Admiral Campioni) (Punta Stilo, Teulada, Syrte)
- Conte di Cavour (Flaggschiff 5. Division, Admiral Brivonesi) (Punta Stilo; am 11. November 1940 in Tarent schwer beschädigt, am 17. Februar 1945 in Triest durch brit. Fliegerbomben versenkt)
- Andrea Doria (Syrte, Konvois)
- Caio Duilio (am 11. November 1940 in Tarent schwer beschädigt)
- 7. Zerstörergeschwader
  - Freccia (Führungsschiff des Geschwaders) (am 8. August 1943 in Genua durch alliierte Fliegerbomben versenkt)
  - Dardo (am 25. Oktober 1944 als dt. TA 31 in Genua durch Fliegerbomben zerstört)
  - Saetta (am 3. Februar 1943 bei Bizerta durch Mine versenkt)
  - Strale (versenkt am 13. Juni 1940 U-Boot HMS Odin vor Tarent; am 21. Juni 1942 bei Ras el Ahmar nach Unfall auf Grund gesetzt, Totalverlust)
- 8. Zerstörergeschwader (Schiffe der Folgore-Klasse)
  - Folgore (Führungsschiff) (am 2. Dezember 1942 vor Sizilien von Force Q versenkt)
  - Fulmine (am 9. November 1941 mit Afrika-Konvoi versenkt)
  - Baleno (am 16. April 1941 mit Afrika-Konvoi von 4 brit. Zerstörern versenkt)
  - Lampo (am 16. April 1941 schwer beschädigt; am 30. April 1943 bei Cap Bon von alliierten Flugzeugen versenkt)

### 9. Schlachtschiffdivision
Die 9. Schlachtschiffdivision mit ihren zugeordneten Verbänden unterstand 1940 Admiral Carlo Bergamini.
- Littorio (Flaggschiff 9. Division) (Syrte 1941 und 1942, Operationen Vigorous und Harpoon)
- Vittorio Veneto (Teulada, Matapan)
- 14. Zerstörergeschwader (Schiffe der Navigatori-Klasse)
  - Ugolino Vivaldi (Führungsschiff) (rammt und versenkt am 1. August 1940 U-Boot HMS Oswald bei Messina; am 9. September 1943 in Bonifacio-Straße von dt. Kräften versenkt)
  - Antonio Da Noli (legt Minensperre bei Cap Bon, Briten verlieren 2 Zerstörer; am 9. September 1943 bei Bonifacio versenkt)
  - Leone Pancaldo (am 10. Juli 1940 in Augusta von Torpedofliegern teilversenkt, am 30. April 1943 bei Cap Bon von Flugzeugen versenkt)
- 15. Zerstörergeschwader (Schiffe der Navigatori-Klasse)
  - Antonio Pigafetta (Führungsschiff) (versenkt am 4. Mai 1941 brit. U-Boot HMS Usk westl. v. Sizilien; am 17. Februar 1945 in Triest durch brit. Fliegerbomben zerstört)
  - Nicolò Zeno (versenkt am 4. Mai 1941 brit. U-Boot HMS Usk westl. v. Sizilien)
  - Alvise Cadamosto (am 1. Dezember 1941 von 2 Kreuzern und 1 Zerstörer vor Tripolis versenkt)
  - Giovanni da Verrazzano (am 19. Oktober 1942 von brit. U-Boot HMS Unbending bei Pantelleria versenkt)
  - Lancerotto Malocello (am frühen Morgen des 24. März 1943 vor Tunis durch Mine versenkt)

### 1. Kreuzerdivision
Die 1. Kreuzerdivision, bestehend aus Schiffen der Zara-Klasse und einem Zerstörergeschwader, unterstand 1940 Admiral Pellegrino Matteucci.
- Schwerer Kreuzer Zara (Flaggschiff 1. Division) (Punta Stilo; am 28. März 1941 bei Kap Matapan versenkt)
- Schwerer Kreuzer Gorizia (Punta Stilo, Teulada, Syrte; am 10. April 1943 in La Maddalena von US-Bombern schwer beschädigt, am 22. Juni 1944 von Kampfschwimmern in La Spezia versenkt)
- Schwerer Kreuzer Fiume (Punta Stilo, Teulada; bei Kap Matapan versenkt)
- 9. Zerstörergeschwader
  - Vittorio Alfieri (Führungsschiff) (am 28. März 1941 bei Kap Matapan versenkt)
  - Alfredo Oriani (1941 bei Matapan beschädigt, 1942 gegen Vigorous- und Harpoon-Geleite, 1943 mit Radar)
  - Giosuè Carducci (am 28. März 1941 bei Kap Matapan versenkt)
  - Vincenzo Gioberti (am 9. August 1943 vor La Spezia von U-Boot HMS Simoom versenkt)

### 4. Kreuzerdivision
Die 4. Kreuzerdivision unterstand 1940 Admiral Alberto Marenco di Moriondo. Neben ihren Kreuzern verfügte sie nur über einen zugeteilten Zerstörer.
- Leichter Kreuzer Alberico da Barbiano der Alberto-di-Giussano-Klasse (Flaggschiff 4. Division) (am 13. Dezember 1941 bei Cap Bon versenkt)
- Leichter Kreuzer Alberto di Giussano der Alberto-di-Giussano-Klasse (am 13. Dezember 1941 bei Cap Bon versenkt)
- Leichter Kreuzer Luigi Cadorna der Cadorna-Klasse (nur Geleitschutz, 1951 außer Dienst)
- Leichter Kreuzer Armando Diaz der Cadorna-Klasse (am 25. Februar 1941 von U-Boot HMS Upright vor Tunesien versenkt)
  - Zerstörer Lanciere der Soldati-Klasse (vom 12. Zerstörergeschwader zugeteilt)

### 8. Kreuzerdivision
Die 8. Kreuzerdivision, bestehend aus zwei Kreuzern der Duca-degli-Abruzzi-Klasse und einem Geleitverband, unterstand 1940 Admiral Antonio Legnani.
- Leichter Kreuzer Luigi di Savoia Duca degli Abruzzi (Flaggschiff 8. Division)
- Leichter Kreuzer Giuseppe Garibaldi (Punta Stilo, Matapan; nach 43 im Atlantik)
- 16. Zerstörergeschwader bestehend aus folgenden Schiffen der Navigatori-Klasse:
  - Nicoloso Da Recco (Führungsschiff) (Punta Stilo, Matapan, am 1. Dezember 1942 bei Geleitschutz schwer beschädigt, etliche britische Flugzeuge abgeschossen; 1954 außer Dienst gestellt)
  - Antionotto Usodimare (am 8. Juni 1942 bei Cap Bon versehentlich von ital. U-Boot Alagi versenkt)
  - Luca Tarigo (am 16. April 1941 mit Afrika-Konvoi versenkt; versenkte noch den britischen Zerstörer HMS Mohawk)
  - Emanuele Pessagno (am 29. Mai 1942 vor Bengasi von U-Boot Turbulent versenkt)

### Andere Einheiten
- Seeflugzeugträger Giuseppe Miraglia (zum Transport von Personal und Material verwendet, schließlich Kasernen- und Werkstattschiff)
- Versorgungsschiff Isonzo (am 10. April 1943 von U-Boot Safari bei Cagliari versenkt)
- Versorgungsschiff Garda
- Hospitalschiff Po (am 14. März 1941 von britischen Flugzeugen vor Vlore, Albanien, versenkt)
- Hochseeschlepper Atlante (1968 außer Dienst gestellt)
- Hochseeschlepper Lipari (von 1917 bis 1971 in Dienst)

## Flottenkommando La Spezia
Die Seestreitkräfte dieses Kommandos unterstanden 1940 Admiral Riccardo Paladini. Flaggschiff war der Kreuzer Pola.
- Schwerer Kreuzer Pola der Zara-Klasse (keiner Division zugeteilt) (am 28. März 1941 bei Kap Matapan versenkt)
- 12. Zerstörergeschwader (Flottenkommando direkt unterstellt) bestehend aus vier Schiffen der Soldati-Klasse:
  - Carabiniere (Führungsschiff) (40: Punta Stilo, 41: Albanien, Matapan, Syrte; am 16. Februar 1942 durch Torpedo schwer beschädigt)
  - Corazziere (1941 durch Kollision mit italienischem Zerstörer Granatiere schwer beschädigt, 1943 bei Luftangriff in Neapel erneut, am 9. September 1943 selbstversenkt)
  - Ascari (am 24. März 1943 durch Mine versenkt)
  - Lanciere (am 23. März 1942 in Syrte in schwerem Sturm untergegangen)

### 2. Kreuzerdivision
Die 2. Kreuzerdivision, bestehend aus zwei Schiffen aus der Alberto-di-Giussano-Klasse und einem zugeteilten Zerstörergeschwader, unterstand 1940 Admiral Ferdinando Casardi.
- Leichter Kreuzer Giovanni dalle Bande Nere (Flaggschiff 2. Division) (am 1. April 1942 von U-Boot HMS Urge nördlich von Sizilien versenkt)
- Leichter Kreuzer Bartolomeo Colleoni (am 19. Juli 1940 bei Kreta versenkt)
- 10. Zerstörergeschwader bestehend aus Schiffen der Maestrale-Klasse
  - Maestrale (Führungsschiff) (am 9. Januar 1943 von Mine beschädigt, am 9. September 1943 in Genua selbstversenkt)
  - Libeccio (am 9. November 1941 bei Rettung Schiffbrüchiger von U-Boot Upholder versenkt)
  - Grecale (am 9. November 1941 beschädigt; am 21. Juni 1944 Unterstützung einer Sabotageoperation gegen La Spezia, am 19. April 1945 gegen Genua, [Flugzeugträger Aquila versenkt])
  - Scirocco (am 23. März 1942 in Syrte in schwerem Sturm untergegangen)

### 3. Kreuzerdivision
Die 3. Kreuzerdivision, bestehend aus Schiffen drei Schiffen der Trento-Klasse  und einem Zerstörergeschwader, unterstand 1940 Admiral Carlo Cattaneo.
- Schwerer Kreuzer Trento (Flaggschiff 3. Division) (am 12. Juni 1942 beschädigt, am 15. von U-Boot HMS Umbra versenkt)
- Schwerer Kreuzer Trieste (am 10. April 1943 in La Maddalena von US Bombern versenkt)
- Schwerer Kreuzer Bolzano (am 10. August 1942 von U-Boot HMS Unbroken schwer beschädigt, am 22. Juni 1944 in La Spezia von Kampfschwimmern versenkt)
- 11. Zerstörergeschwader bestehend aus vier Schiffen der Soldati-Klasse
  - Artigliere (am 12. Oktober 1940 vom britischen Kreuzer York südöstlich von Sizilien versenkt) (Führungsschiff)
  - Camicia Nera (12. Oktober 1940: Nachtgefecht bei Kap Passero)
  - Aviere (12. Oktober 1940: Nachtgefecht bei Kap Passero, am 17. Dezember 1942 von U-Boot Splendid versenkt)
  - Geniere (12. Oktober 1940: Nachtgefecht bei Kap Passero)

### 7. Kreuzerdivision
Die 7. Kreuzerdivision wurde 1940 von Admiral Luigi Sansonetti geführt. Sie führte im Lauf des Krieges unter anderem etliche Minenlegeoperationen durch.
Aus der Duca-d’Aosta-Klasse:
- Leichter Kreuzer Eugenio di Savoia (Flaggschiff 7. Division) (1940 Punta Stilo, 1942 gegen Harpoon- und Pedestal-Konvois)
- Leichter Kreuzer Emanuele Filiberto Duca d'Aosta (1940 Punta Stilo, 1941 Syrte, 1942 gegen Vigorous-Konvoi, Geleitschutz, Minenleger)

Aus der Montecuccoli-Klasse:
- Leichter Kreuzer Muzio Attendolo (am 10. August 1942 von U-Boot HMS Unbroken schwer beschädigt, am 4. Dezember 1942 in Neapel versenkt)
- Leichter Kreuzer Raimondo Montecuccoli (1940 Punta Stilo, 1941 Syrte, 1942 gegen Konvois Vigorous, Harpoon und Pedestal; 1949 bis 1964 Schulschiff)
- 13. Zerstörergeschwader, bestehend aus vier Schiffen der Soldati-Klasse
  - Granatiere (Führungsschiff) (1943 bei Luftangriff in Palermo schwer beschädigt)
  - Fuciliere (1943 mit italienischem Radar EC 3/ter Gufo ausgerüstet, rettet am 9. September 1943 Überlebende der Roma)
  - Bersagliere (40: Punta Stilo, 41: Matapan, Syrte; am 7. Januar 1943 durch Fliegerbomben in Palermo versenkt)
  - Alpino (am 19. März 1943 von RAF-Flugzeugen im Hafen von La Spezia versenkt)

### Andere Einheiten
- Bombardiere (am 17. Januar 1943 von brit. U-Boot HMS United westl. v. Sizilien versenkt)
- Werkstattschiff Quarnaro (am 20. September 1943 in Gaeta versenkt)
- Versorgungsschiff Volturno
- Versorgungsschiff Istria
- Versorgungsschiff Flegtone
- Versorgungsschiff Mincio
- Tanker Cocito
- Schlepper Ercole
- Schlepper Portoferraio

## U-Boot-Kommando
Die Unterseestreitkräfte dieses Kommandos unterstanden 1940 Admiral Mario Falangola. Das Hauptquartier befand sich in La Spezia. Von Juni 1940 bis September 1943 wurden 172 Boote eingesetzt, von denen 128 verloren gingen. Die älteren, größeren italienischen U-Boote erwiesen sich als schwer manövrierbar und hatten in vielen Fällen zu sperrige oder umfangreiche Aufbauten, weswegen sie z. T. nur als Aufklärungs- oder Transportboote eingesetzt wurden. Spätere Bootstypen und Verbesserungen bei älteren Booten führten dann ab 1941 zu besseren Ergebnissen. Im Zweiten Weltkrieg versenkten italienische U-Boote 132 Handelsschiffe (665.317 BRT) und 18 Kriegsschiffe (28.950 ts). Bis zu 32 Boote operierten von Bordeaux aus auch im Atlantik (BETASOM).

### 1. Gruppe, La Spezia
- 11. Geschwader
  - Calvi aus der Calvi-Klasse (Atlantik, 6 Handelsschiffe versenkt [34.193 BRT]; am 14. Juli 1942 von HMS Lulworth bei den Azoren versenkt)
  - Finzi aus der Calvi-Klasse (Atlantik, 5 Handelsschiffe versenkt [30.760 BRT]; 43-44 Le Verdon)
  - Tazzoli (Atlantik, 18 Handelsschiffe versenkt [96.650 BRT]; am 18. Mai 1943 in der Biskaya versenkt)
  - Fieramosca (Atlantik, Italien; durch Unfall unbrauchbar)
  - Malaspina aus der Marconi-Klasse (Atlantik, 3 Handelsschiffe versenkt [16.383 BRT]; am 10. September 1941 von Sunderland-Flugboot in der Biskaya versenkt)
- 12. Geschwader
  - Cappellini aus der Marcello-Klasse (Atlantik, 5 Handelsschiffe versenkt [31.648 BRT]; Transportboot, Japan)
  - Faà di Bruno aus der Marcello-Klasse (Atlantik; am 8. November 1940 von Havelock vor Schottland versenkt)
  - Mocenigo aus der Marcello-Klasse (2 Handelsschiffe versenkt [2.771 BRT], torpediert am 14. Dezember 1942 brit. Kreuzer Argonaut; am 13. Mai 1943 in Cagliari von US-Flugzeugen versenkt)
  - Veniero aus der Marcello-Klasse (Atlantik, 2 Handelsschiffe versenkt [4.993 BRT]; am 7. Juni 1942 bei Sardinien versenkt)
  - Glauco (Atlantik, am 27. Juni 1941 bei Gibraltar beschädigt, außer Dienst gestellt)
  - Otaria (Atlantik, versenkt am 20. Mai 1941 Handelsschiff Starcross [4.662 BRT])
- 13. Geschwader
  - Berillo (am 2. Oktober 1940 durch die brit. Zerstörer Havock und Hasty nördlich Sidi Barrani versenkt)
  - Onice (1947 außer Dienst gestellt)
  - Gemma (am 8. Oktober 1940 bei Kreta durch italienisches U-Boot Tricheco versenkt)
- 14. Geschwader
  - Iride (am 22. August 1940 von Swordfish der Eagle versenkt)
  - Argo (Atlantik; 3 Handelsschiffe versenkt, Saguenay schwer beschädigt [20.927 BRT]; am 10. September 1943 in Monfalcone versenkt)
  - Velella (am 7. September 1943 von britischem U-Boot Shakespeare vor Salerno versenkt)
- 15. Geschwader
  - Gondar aus der Adua-Klasse (Sonderoperationen; am 30. September 1940 von Stuart bei Alexandria versenkt)
  - Neghelli aus der Adua-Klasse (torpediert am 13. Dezember 1940 brit. Kreuzer Coventry; torpediert am 19. Januar 1941 brit. Handelsschiff; am 19. Januar 1941 von Greyhound bei Piräus versenkt)
  - Ascianghi aus der Adua-Klasse (versenkt am 21. September 1941 polnische Antar vor Palästina [389 BRT]; 1943: HMS Newfoundland beschädigt; von Laforey u. Eclipse versenkt)
  - Scirè (Mittelmeer, 2 Handelsschiffe versenkt [3.502 BRT]; Sonderoperationen, am 10. August 1942 vor Haifa versenkt)
- 16. Geschwader
  - Micca (Minenleger; am 29. Juli 1943 von U-Boot Trooper vor Apulien versenkt)
  - Foca (am 15. Oktober 1940 bei Minenlegeoperation vor Haifa versenkt)
- 17. Geschwader
  - H1, H2, H4, H6, H8 (H8 am 5. Juni 1943 von RAF in La Spezia versenkt) (Boote der bereits im Ersten Weltkrieg eingesetzten H-Klasse, vorwiegend zu Aufklärungszwecken eingesetzt)

### 2. Gruppe,Neapel
- 21. Geschwader mit vier U-Booten der Marcello-Klasse
  - Marcello (Atlantik; versenkt am 20. Januar 1941 belgisches Handelsschiff Portugal [1.550 BRT]; am 22. Februar 1941 von der HMS Montgomery im Nordatlantik versenkt)
  - Nani (Atlantik, 2 Handelsschiffe versenkt [1.939 BRT]; am 7. Januar 1941 bei Island bei Angriff auf Konvoi HX.99 von HMS Anemone versenkt)
  - Dandolo (greift am 13. Juni 1940 franz. Verband an, verfehlt Jean de Vienne, 3 Handelsschiffe versenkt, 2 beschädigt [13.154 BRT]; torpediert u. beschädigt am 16. Juli 1943 vor Sizilien brit. Kreuzer Cleopatra schwer)
  - Provana (greift am 17. Juni 1940 bei Oran französischen Kovoi IR.2F an, dabei von Aviso La Curieuse gerammt und versenkt)
- 22. Geschwader mit den folgenden U-Booten der Marcello-Klasse
  - Barbarigo (Atlantik, 7 Handelsschiffe versenkt, 2 beschädigt [39.299 BRT]; Transportboot, am 19. Juni 1943 in der Biskaya versenkt)
  - Emo (Atlantik, 2 Handelsschiffe versenkt [10.958 BRT]; am 10. November 1942 im Mittelmeer versenkt)
  - Morosini (Atlantik, 6 Handelsschiffe versenkt [40.927 BRT]; am 11. August 1942 in der Biskaya versenkt)

sowie
- - Marconi aus der Marconi-Klasse (Atlantik, Zerstörer Vortigern beschädigt, Escort versenkt, 6 Handelsschiffe versenkt [17.673 BRT]; am 28. Oktober 1941 westlich Gibraltar versenkt)
  - Leonardo da Vinci (Atlantik und Indischer Ozean, 17 Handelsschiffe versenkt [120.243 BRT]; am 23. Mai 1943 von Active und Ness bei Kap Finisterre versenkt)

### 3. Gruppe,Messina
- 31. Geschwader
  - Pisani (nur zu Ausbildungszwecken verwendet, 1947 außer Dienst gestellt)
  - Colonna (am 1. Juni 1942 außer Dienst gestellt)
  - Bausan (am 18. Mai 1942 außer Dienst gestellt)
  - Des Geneys (am 28. Mai 1943 außer Dienst gestellt)
- 33. Geschwader (Ausbildungs-, Erprobungs- und Transporteinsätze)
  - Fratelli Bandiera (zu Ausbildungszwecken verwendet, 1948 außer Dienst gestellt)
  - Manara (ab 1942 Ausbildungsboot, 1948 außer Dienst gestellt)
  - Menotti (Aufklärungs-, Transport- und Ausbildungsboot, 1948 außer Dienst gestellt)
  - Santarosa (am 20. Januar 1943 bei Tripolis auf Grund gelaufen)
- 34. Geschwader
  - Mameli (versenkt 1. August 1940 bei Kreta ein Handelsschiff)
  - Capponi (versenkt am 22. Juni 1940 schwed. Frachter „Elgö“ [1.888 BRT] nördlich Sfax)
  - Speri (zu Ausbildungszwecken verwendet)
  - Da Procida (zu Ausbildungs- und Erprobungszwecken verwendet)
- 35. Geschwader mit drei U-Booten der Adua-Klasse
  - Durbo (am 18. Oktober 1940 von brit. Zerstörern Firedrake und Wrestler bei Gibraltar versenkt)
  - Tembien (am 2. August 1941 von brit. Kreuzer Hermione bei Tunis versenkt)
  - Beilul (am 25. Mai 1944 im Hafen von Monfalcone versenkt)
- 37. Geschwader
  - X2, X3 (Minenleger älterer Bauart)

### 4. Gruppe,Tarent
- 40. Geschwader mit vier U-Booten der Balilla-Klasse
  - Balilla (am 28. April 1941 außer Dienst gestellt und als Tank verwendet)
  - Sciesa (am 6. November 1942 von US-Bombern in Tobruk versenkt)
  - Toti (versenkt am 15. Oktober 1940 vor Kalabrien U-Boot Triad, später Transporter, am 2. April 1943 außer Dienst gestellt)
  - Millelire (als Treibstoffdepot verwendet)
- 41. Geschwader
  - Liuzzi (am 27. Juni 1940 von Dainty, Defender und Ilex südl. Kreta versenkt)
  - Bagnolini (versenkt 1940 Kreuzer Calypso; Atlantik, versenkt 2 Handelsschiffe; 1943 vor Kapstadt versenkt)
  - Giuliani (Atlantik, 3 Handelsschiffe versenkt [16.103 BRT]; als dt. UIT 23 am 14. Februar 1944 von brit. U-Boot Tally-Ho vor Penang, Malaysia, versenkt)
  - Tarantini (versenkt am 7. November 1940 vor Haifa Handelsschiff Beme [3.039 BRT]; am 15. Dezember 1940 in der Biskaya von britischem U-Boot Thunderbolt versenkt)
- 42. Geschwader
  - Benedetto Brin (Atlantik, 2 Handelsschiffe versenkt [7.241 BRT])
- 43. Geschwader
  - Settimo (am 12. Juli 1940 bei Luftangriff beschädigt, 1943 Ausbildungsboot)
  - Settembrini (kollidiert am 25. November 1944 im Mittelatlantik mit Zerstörer USS Frament und sinkt)
- 44. Geschwader
  - Anfitrite (am 6. März 1941 von Greyhound bei Kreta versenkt)
- 45. Geschwader
  - Salpa (am 27. Juni 1941 bei Sollum von U-Boot Triumph versenkt)
  - Serpente (ab 1942 Ausbildungsboot, am 12. September 1943 vor Ancona selbstversenkt)
- 46. Geschwader mit vier U-Booten der Adua-Klasse
  - Dessiè (Mittelmeer, beschädigt am 12. August 1942 Handelsschiff Brisbane Star, irrtümlich Versenkung des Handelsschiffs Deucalion [7.516 BRT] zugeschrieben)
  - Dagabur (nach Angriff auf Furious am 12. August 1942 von Wolverine gerammt und versenkt)
  - Uarsciek (am 15. Dezember 1942 von Petard und gr. Zerstörer Vasilissa Olga versenkt)
  - Uebi Scebeli (am 29. Juni 1940 von Dainty und Ilex südl. Kreta versenkt)
- 47. Geschwader
  - Malachite (am 9. Februar 1943 südl. von Sardinien von niederl. U-Boot Dolfijn versenkt)
  - Rubino (am 29. Juni 1940 vor Tarent von RAF-Flugbooten versenkt)
  - Ambra (Mittelmeer, versenkt am 31. März 1941 britischen Kreuzer Bonaventure südöstlich von Kreta, versenkt am 12. Dezember 1942 Handelsschiff Berto)
- 48. Geschwader
  - Ondina (Mittelmeer, versenkt am 20. Juni 1941 Handelsschiff Refah [3.805 BRT]; am 11. Juli 1942 von britischen Zerstörern bei Zypern versenkt)
- 49. Geschwader
  - Atropo (Minenleger, dann Transportboot)
  - Zoea (schießt im August 1941 britische Bristol Blenheim ab)
  - Corridoni (Transportboot)

### 7. Gruppe,Cagliari
- 71. Geschwader bestehend aus vier U-Booten der Adua-Klasse
  - Alagi (versenkt am 8. Juni 1942 bei Kap Bon versehentlich ital. Zerstörer Usodimare aus der Navigatori-Klasse, 2 Handelsschiffe versenkt [13.013 BRT], beschädigt Kreuzer Kenya, am 16. Juli 1943 auch Cleopatra)
  - Adua (am 30. September 1941 bei Cartagena von den Zerstörern Legion und Gurkha versenkt)
  - Axum (versenkt am 12. August 1942 Kreuzer Cairo; am 27. Dezember 1943 durch Unfall vor Griechenland verloren)
  - Aradam (zerstört am 6. April 1942 bei Kelibia brit. Zerstörer Havock, der gestrandet war; am 5. September 1944 in Genua durch Fliegerbomben versenkt)
- 72. Geschwader
  - Diaspro (kollidiert am 8. November 1942 mit U-Boot Alagi)
  - Corallo (versenkt am 28. April 1942 vor Tunis 2 Motorsegler, am 7. Juni 1942 einen weiteren; am 13. Dezember 1942 vor Algerien von Sloop Enchantress versenkt)
  - Turchese (am 11. September 1943 von deutschen Flugzeugen schwer beschädigt)
  - Medusa (am 30. Januar 1942 vor Pula von britischem U-Boot Thorn versenkt)

### Andere Boote
Nachstehende Boote wurden in der Regel nach 1940 in Dienst gestellt.
- Torelli aus der Marconi-Klasse (Atlantik; 7 Handelsschiffe versenkt [42.871 BRT], u. a. am 28. Januar 1941 britisches Handelsschiff Urla [5.198 BRT])
- Bianchi aus der Marconi-Klasse (Atlantik; 4 Handelsschiffe versenkt [27.626 BRT], u. a. am 24. Februar 1941 brit. Frachter Huntingdon [10.646 BRT]; am 5. Juli 1941 von britischem U-Boot Tigris westlich von Bordeaux versenkt)
- Platino (versenkt am 30. Januar 1943 Korvette HMS Samphire)
- Bronzo (versenkt am 8. Dezember 1942 Handelsschiff Empire Hope [12.688 BRT]; am 12. Juli 1943 vor Syrakus aufgebracht)
- Baracca (Atlantik, 2 Handelsschiffe versenkt [8.553 BRT]; am 8. September 1941 im Atlantik vom brit. Zerstörer HMS Croome gerammt und versenkt)
- Cagni (Atlantik, Indischer Ozean, versenkt 2 Handelsschiffe [5.840 BRT], beschädigt am 25. Juli 1943 Hilfskreuzer HMS Asturias)
- Millo (am 14. März 1942 von britischem U-Boot HMS Ultimatum südl. von Kalabrien versenkt).
- Remo (am 15. Juli 1943 von brit. U-Boot HMS United vor Tarent versenkt)
- Acciaio (am 13. Juli 1943 nördlich von Messina von britischem U-Boot HMS Unruly versenkt)
- Saint-Bon (am 5. Januar 1942 von britischem U-Boot HMS Upholder nördlich von Sizilien versenkt)

## Küstenverbände

### KüstenabschnittskommandoLa Spezia
Die Seestreitkräfte dieses Kommandos unterstanden 1940 Admiral Aimone di Savoia-Aosta.
- 10. Torpedobootgeschwader mit vier Booten der Spica-Klasse
  - Vega (am 10. Januar 1941 von Bonaventure und Hereward bei Sizilien versenkt)
  - Sagittario (am 22. Mai 1941 glänzender Einsatz gegen Force C bei Kreta, versenkt am 28. April 1943 bei Tunis britisches Schnellboot (MGB) MTB 639; 1964 außer Dienst gestellt)
  - Perseo (am 4. Mai 1943 im Kampf gegen britische Zerstörer Nubian, Petard und Paladin bei Kap Bon versenkt)
  - Sirio (1959 außer Dienst gestellt)
- 16. Torpedobootgeschwader mit vier Booten der Curtatone-Klasse
  - Monzambano (1951 außer Dienst gestellt)
  - Curtatone (am 20. Mai 1941 bei Kreta durch Mine versenkt)
  - Castelfidardo (ab 1943 dt. TA 16, versenkt)
  - Calatafimi (greift am 14. Juni 1940 allein franz. Flotte an, die dann Genua beschießt; am 9. August 1944 als deutsches TA 19 von britischem U-Boot HMS Veldt in Ägäis versenkt)
- Andere Einheiten
  - 1. Schnellbootflottille (MAS) mit den Geschwadern 1, 5, 12, 13 und 14 mit insgesamt 21 Booten; 1941 in 10. MAS-Flottille umbenannt, Spezialeinheit (Schlachtschiffe Valiant und Queen Elizabeth, Kreuzer York, Zerstörer Jervis und Eridge sowie 20 Handelsschiffe beschädigt oder versenkt)
  - 3. Landungsbootflottille (ML) mit den Geschwadern 1 und 2 mit insgesamt 9 Booten (Ende 1942 Landung auf Korsika)
  - Minenleger Orlando, Gasperi, Crotone, Fasana
  - Frachter Matteucci
  - Wachboot Rimini
  - Tanker Dalmazia

### KüstenabschnittskommandoNeapel
Die Seestreitkräfte dieses Kommandos unterstanden 1940 Admiral Vladimiro Pini.
- 3. Torpedobootgeschwader mit zwei Booten der Cantore-Klasse
  - Marcello Prestinari (am 31. Januar 1943 durch Mine versenkt)
  - Antonio Cantore (am 22. August 1942 bei Ras el Tin durch Mine versenkt)

und zwei Booten der La-Masa-Klasse
- - Giacinto Carini (1958 außer Dienst gestellt)
  - Antonio La Masa (am 11. September 1943 in Neapel selbstversenkt)
- 4. Torpedobootgeschwader mit vier Booten der Orsa-Klasse
  - Procione (am 2. Dezember 1942 vor Sizilien beschädigt; am 9. September 1943 in La Spezia selbstversenkt)
  - Orione (1964 außer Dienst gestellt)
  - Orsa (versenkt am 31. Dezember 1941 in der Ägäis britisches U-Boot Triumph)
  - Pegaso (versenkt am 14. April 1942 vor Tripolis britisches U-Boot Upholder; versenkt am 29. April 1942 bei Ras Hilal britisches U-Boot HMS Urge, versenkt am 7. August 1942 bei Kreta britisches U-Boot Thorn; am 11. September 1943 vor Balearen selbstversenkt)
- Andere Einheiten (Minenleger, Versorgungsschiffe)

### KüstenabschnittskommandoSardinien
Die Seestreitkräfte dieses Kommandos unterstanden 1940 Admiral Ettore Sportiello. Das Hauptquartier befand sich in La Maddalena.
- 2. Torpedobootgeschwader mit vier Booten der Cantore-Klasse
  - Achille Papa (rammt und versenkt am 29. Juli 1941 bei Bengasi britisches U-Boot HMS Cachalot; am 12. Januar 1944 in Genua versenkt)
  - Carlo Montanari (am 9. September 1943 in La Spezia selbstversenkt)
  - Antonio Cascino (am 9. September 1943 in La Spezia selbstversenkt)
  - Antonio Chinotto (am 28. März 1941 westlich von Sizilien durch Mine versenkt)
- 9. Torpedobootgeschwader mit zwei Booten der Spica-Klasse
  - Cassiopea (beschädigt am 16. April 1943 südöstlich von Marettimo britischen Zerstörer Pakenham schwer, der dann sinkt; 1959 außer Dienst gestellt)

- Canopo (am 3. Mai 1941 in Tripolis von britischen Flugzeugen versenkt)

sowie zwei Schiffen der Pilo-Klasse
- Fratelli Cairoli (am 23. Dezember 1940 vor Libyen durch Mine versenkt)
- Antonio Mosto (am 3. Dezember 1942 bei Sizilien versenkt)

- Andere Einheiten
  - 4. Schnellbootgeschwader (MAS) mit 4 Booten
  - Minenleger

### KüstenabschnittskommandoSizilien
Die Seestreitkräfte dieses Kommandos unterstanden 1940 Admiral Barone. Das Hauptquartier befand sich in Messina.
- 1. Torpedobootgeschwader mit vier Booten der Spica-Klasse
  - Airone (am 12. Oktober 1940 südöstlich von Sizilien von Kreuzer Ajax versenkt)
  - Ariel (am 12. Oktober 1940 südöstlich von Sizilien von Kreuzer Ajax versenkt)
  - Aretusa (1958 außer Dienst gestellt)
  - Alcione (am 12. Oktober 1940 Nachtgefecht bei Kap Passero, Ajax mit Radar; am 11. November 1941 von britischem U-Boot Truant vor Kreta versenkt)
  - sowie der Albatros (am 27. September 1941 bei Messina von britischem U-Boot Upright versenkt)
- 5. Torpedobootgeschwader mit drei Booten der Pilo-Klasse
  - Simone Schiaffino (am 24. April 1941 bei Cap Bon durch Mine versenkt)
  - Giuseppe Dezza (am 17. August 1944 als deutsches TA 35 im Kanal von Fasana durch Mine schwer beschädigt)
  - Giuseppe Abba (1958 außer Dienst gestellt)
  - sowie Giuseppe La Farina der La-Masa-Klasse (am 4. Mai 1941 bei Sfax versenkt)
- 12. Torpedobootgeschwader mit drei Booten der Spica-Klasse
  - Antares (rammt und versenkt am 29. Dezember 1940 griechisches U-Boot Proteus; am 28. Mai 1943 in Livorno durch US-Flugzeuge versenkt)
  - Aldebaran (beschädigt am 30. Januar 1941 U-Boot Upholder; am 20. Oktober 1941 bei Piräus durch Mine versenkt)
  - Andromeda (am 17. März 1941 versenkt)
  - sowie Altair (am 20. Oktober 1941 durch Mine bei Athen versenkt)
- 13. Torpedobootgeschwader (legt am 26./27. Mai 1941 bei Malta Minensperren M.4 und M.4A) mit vier Booten der Spica-Klasse
  - Circe (versenkt am 20. Juli 1941 britisches U-Boot Union, versenkt am 13. Februar 1942 britisches U-Boot Tempest bei Tarent, versenkt am 22. Februar 1942 britisches U-Boot P38; am 27. November 1942 durch Unfall verloren)
  - Clio (versenkt am 18. Dezember 1940 britisches U-Boot Triton in der Adria, beschädigt am 9. Januar 1941 britisches U-Boot Rover vor Tobruk; 1959 außer Dienst gestellt)
  - Calliope (versenkt am 16. Juni 1940 zusammen mit Polluce britisches U-Boot Grampus, schießt drei britische Kampfflugzeuge ab; 1958 außer Dienst gestellt)
  - Calipso (am 5. Dezember 1940 durch Mine vor Misurata, Libyen, versenkt)
- 14. Torpedobootgeschwader mit vier Booten der Spica-Klasse
  - Partenope (greift am 12. August 1941 vor Bengasi britisches U-Boot Torbay an, versenkt am 23. August 1941 britisches U-Boot P33, versenkt am 31. Dezember 1942 britisches U-Boot P311 bei La Maddalena; am 11. September 1943 selbstversenkt)
  - Polluce (versenkt am 16. Juni 1940 zusammen mit Calliope britisches U-Boot Grampus; am 4. September 1942 durch Torpedos versenkt)
  - Pleiadi (versenkt am 13. Mai 1941 britisches U-Boot Undaunted vor Tripolis; am 31. Mai 1941 bei Tobruk versehentlich von italienischen Flugzeug bombardiert, auf Grund gesetzt; am 14. Oktober 1941 in Tripolis durch Luftangriff versenkt)
  - Pallade (am 5. August 1943 im Hafen von Neapel von US-Flugzeugen versenkt)
- Andere Einheiten
  - 2. Schnellbootflottille (MAS) mit Geschwadern 2, 9, 10 und 15 mit insgesamt 16 Booten
  - Minenleger
  - Versorger

### KüstenabschnittskommandoTarent
Die Seestreitkräfte dieses Kommandos unterstanden 1940 Admiral Antonio Pasetti.
- Leichter Kreuzer Bari (am 28. Juni 1943 durch US-Flugzeuge im Hafen von Livorno versenkt)
- Leichter Kreuzer Taranto (am 9. September 1943 in La Spezia selbstversenkt, dann durch Luftangriffe ganz zerstört)
- 2. Zerstörergeschwader
  - Espero (am 28. Juni 1940 von der HMAS Sydney vor Tobruk versenkt)
  - Borea (am 17. September 1940 vor Tobruk versenkt)
  - Zeffiro (ermöglicht am 28. Juni 1940 Espero-Konvoi und Sicherung Fahrt nach Tobruk; am 5. Juli in Tobruk versenkt)
  - Ostro (am 28. Juni 1940 mit Espero und Zeffiro gegen überlegene britische Kreuzerformation; am 20. Juli 1940 bei Tobruk versenkt)
- 6. Torpedobootgeschwader mit zwei Booten der Pilo-Klasse
  - Rosolino Pilo (1954 außer Dienst gestellt)
  - Giuseppe Missori (am 25. Juni 1944 als deutsches TA 22 bei Triest schwer beschädigt)

zwei Booten der Sirtori-Klasse
- Francesco Stocco (am 29. September 1943 von deutschen Flugzeugen bei Korfu versenkt)
- Giuseppe Sirtori (rettet am 3. September 1942 schwer beschädigten Frachter; am 25. September 1943 bei Korfu selbstversenkt)

sowie zwei Booten der Mirabello-Klasse
- Augusto Riboty (Flottillenführer älterer Bauart)
- Carlo Mirabello (am 21. Mai 1941 durch Mine westlich von Griechenland versenkt)

- 7. Torpedobootgeschwader (Brindisi) mit vier Booten der La-Masa-Klasse
  - Angelo Bassini (am 28. Mai 1943 in Livorno durch US-Flugzeuge versenkt)
  - Enrico Cosenz (im September 1940 vor Libyen Kampf mit britischem U-Boot HMS Pandora)
  - Giacomo Medici (am 16. März 1943 von US-Bombern in Catania versenkt)
  - Nicola Fabrizi (am 11. und 12. November 1940 schweres Gefecht in Adria; 1957 außer Dienst gestellt)
- Andere Torpedoboote
  - Ardente (versenkt am 25. Dezember 1942 britisches U-Boot HMS P48 vor Tunis)
  - Ardito (1943 als TA 26 von deutscher Kriegsmarine übernommen; am 6. Juli 1944 vor Rapallo versenkt)
  - Audace (1943 als TA 20 von deutscher Kriegsmarine übernommen; am 2. November 1944 vor Zadar versenkt)
  - Baleno (versenkt am 13. Juni 1940 britisches U-Boot HMS Odin vor Tarent)
  - Fortunale (versenkt am 12. Dezember 1942 britisches U-Boot P222 vor Neapel)
  - Groppo (versenkt am 25. November 1942 britisches U-Boot HMS Utmost nördlich von Sizilien)
  - Korvette Cigogna aus der Gabbiano-Klasse (versenkt am 14. März 1943 britisches U-Boot Thunderbolt vor S. Vito lo Capo)
- Andere Einheiten
  - 3. Schnellbootgeschwader (MAS) (Brindisi)
  - Minenleger Barletta, Viestre, Otranto, Gallipoli
  - Versorgungsschiffe Cherso, Lussino
  - Landungsschiffe[1] Sesia und Tirso siehe Sesia-Klasse, Garigliano, Adige
  - Kanonenboot Cirene

### KüstenabschnittskommandoVenedig
Die Seestreitkräfte dieses Kommandos unterstanden 1940 Admiral Ferdinando di Savoia.
- 15. Torpedobootgeschwader
  - Confienza (am 20. November 1940 durch Unfall verloren)
  - Solferino (1943 als TA 18 von deutscher Kriegsmarine übernommen; am 19. Oktober 1944 versenkt)
  - San Martino (1943 als TA 17 von deutscher Kriegsmarine übernommen; am 12. Oktober 1944 versenkt)
  - Palestro (am 22. September 1940 von U-Boot HMS Osiris bei Otranto versenkt)
  - Ernesto Giovannini (in Dalmatien zu Küstenwachaufgaben verwendet)
- Andere Einheiten
  - 6. Schnellbootgeschwader (MAS) mit 4 Booten
  - Minensucher/-leger Albiona, Rovigno, Lurana, Azio, San Giorgio, San Giusto
  - Tanker Lete, Scrivia, Verbano
  - Schulschiffe Amerigo Vespucci und Cristoforo Colombo

## Andere Verbände

### MarinekommandoAlbanien
Dieses Kommando unterstand 1940 Admiral Vittorio Tur.
- Tanker Pagano
- Minensucher Vigilante, Vedetta

### MarinekommandoÄgäis
Die Seestreitkräfte dieses Kommandos unterstanden 1940 Admiral Luigi Bianchieri. Das Hauptquartier befand sich auf Rhodos.
- 4. Zerstörergeschwader
  - Crispi (25. März 1941: Angriff auf Suda Bay, Kreta; [Kreuzer York versenkt])
  - Sella (25. März 1941: Angriff auf Suda Bay, Kreta; [Kreuzer York versenkt])
- 8. Torpedobootgeschwader mit vier Booten der Spica-Klasse
  - Lupo (beschädigt am 31. Januar 1941 britischen Tanker Desmoulea schwer, am 21. Mai 1941 Einsatz gegen überlegene britische Kreuzerformation bei Kreta; am 2. Dezember 1942 von Zerstörern Jervis, Javelin, Janus und Kelvin auf dem Weg nach Tripolis versenkt)
  - Lince (zwingt mit Lupo und 2 Zerstörern britischen Landungsverband bei Rhodos zum Rückzug; am 28. August 1943 vor Kalabrien von britischem U-Boot Ultor versenkt)
  - Lira (am 4. November 1944 als deutsches TA 49 in La Spezia durch Fliegerbomben zerstört)
  - Libra (1964 außer Dienst gestellt)
- 5. U-Boot-Gruppe
  - 51. Geschwader
    - Narvalo (am 14. Januar 1943 durch Luftangriff bei Malta versenkt)
    - Squalo (operierte von Leros aus erfolglos im östlichen Mittelmeer)
    - Tricheco (versenkt am 10. Juni 1940 italienisches U-Boot Gemma bei Kreta; am 18. März 1942 bei Bari von britischem U-Boot HMS Upholder versenkt)
    - Delfino (versenkt am 15. August 1940 -illegal- griechischen Kreuzer Elli im Hafen von Tinos; schießt am 4. August 1941 bei Marsa Martruh britisches Flugboot vom Typ Short Sunderland ab; sinkt am 23. März 1943 nach Kollision vor Tarent)

  - 52. Geschwader
    - Jalea (ab 1941 zu Ausbildungszwecken verwendet)
    - Iantina (am 5. Juli 1941 bei Mykonos von britischem U-Boot Torbay versenkt)
    - Ametista (Erprobungsboot, am 12. September 1943 vor Ancona selbstversenkt)
    - Zaffiro (am 9. Juni 1942 von Catalina-Flugboot bei Ibiza versenkt)
- Andere Einheiten
  - 3. Schnellbootflottille (MAS) mit den Geschwadern 7, 16 und 22 mit insgesamt 15 Booten
  - Minenleger Lero und Legnano
  - Kanonenboote Sonzini, Caboto, Cerere

### MarinekommandoLibyen
Die Seestreitkräfte dieses Kommandos unterstanden 1940 Admiral Bruno Brivonesi. Das Hauptquartier befand sich in Bengasi.
- Schwerer Kreuzer San Giorgio (Tobruk) (alter Flugabwehrkreuzer, schießt im August 1940 Italo Balbo ab, im Januar 1941 selbstversenkt)
- 1. Zerstörergeschwader (Tobruk) (beschießt am 16. Juni 1940 Sollum)
  - Turbine (versenkt am 19. Juni 1940 britisches U-Boot HMS Orpheus bei Tobruk)
  - Aquilone (am 17. September 1940 durch Mine vor Tobruk versenkt)
  - Euro (am 1. Oktober 1943 von deutscher Luftwaffe in Leros versenkt)
  - Nembo (am 20. Juli 1940 zusammen mit Zerstörer Ostro von Fairey-Swordfish-Flugzeugen der HMS Eagle versenkt)
- 11. Torpedobootgeschwader (Tripolis) mit vier Booten der Spica-Klasse
  - Cigno (am 16. April 1943 südöstlich von Marettimo von versenkt; beschädigt jedoch die Pakenham, die sich selbst versenkt)
  - Castore (am 2. Juni 1943 bei Pantelleria von Jervis und griechischem Zerstörer Vasilissa Olga versenkt)
  - Climene (greift am 6. Mai 1941 bei Sfax U-Boot Ursula an; am 28. April 1943 von britischem U-Boot Unshaken vor Sizilien versenkt)
  - Centauro (am 4. November 1942 in Bengasi durch Fliegerbomben versenkt)
- 6. U-Boot-Gruppe (Tobruk)
  - 61. Geschwader
    - Sirena (am 21. Juni 1940 vor Tobruk von Wasserbomben schwer beschädigt)
    - Argonauta (am 29. Juni 1940 von Zerstörern Dainty und Ilex bei Kreta versenkt)
    - Fisalia (am 28. September 1941 bei Haifa von Korvette Hyacinth versenkt)
    - Smeraldo (am 15. September 1941 bei Sizilien auf Mine)
    - Nereide (beschädigt am 12. Juni 1940 norwegischen Tanker Orkanger; am 13. Juli 1943 von den britischen Zerstörern Echo und Ilex bei Augusta versenkt)

  - 62. Geschwader
    - Diamante (am 20. Juni 1940 von britischem U-Boot HMS Parthian vor Tobruk versenkt)
    - Topazio (versenkt am 10. September 1941 vor Syrien britisches Transportschiff Murefte [691 BRT]; am 12. September 1943 vor Kap Carbonara, Sardinien, versenkt)
    - Naiade (versenkt am 12. Juni 1940 norwegischen Tanker Orkanger [8029 BRT]; am 14. Dezember 1940 vor Bardia von Zerstörern Hereward und Hyperion versenkt)
    - Galatea (versenkt am 16. März 1942 britisches Handelsschiff vor Palästina)
    - Lafolè aus der Adua-Klasse (am 20. Oktober 1940 von britischen Zerstörern Gallant, Griffin und Hotspur östlich von Gibraltar versenkt)
- Andere Einheiten
  - Minenleger Monte Gargano
  - Kanonenboote Alula, Palmaiola, De Lutti, Grazioli Lante, Giovanni Berta, Valoroso
  - Tanker Lima Campanella, Ticino, Polifemo

### MarineoberkommandoItalienisch-Ostafrika
Die Seestreitkräfte des Comando Superiore di Marina in Africa Orientale Italiana (ital. für Marineoberkommando Italienisch-Ostafrika) unterstanden 1940 Konteradmiral Carlo Balsamo di Specchia Normandia. Das Kommando mit Hauptquartier in Massaua befehligte die italienische Rote-Meer-Flotte (ital. Flotta del Mar Rosso).
- Patrouillenschiff/Kolonialkreuzer Eritrea
- 3. Zerstörergeschwader mit vier Schiffen der Sauro-Klasse
  - Francesco Nullo (am 22. Oktober 1940 von britischen Flugzeugen versenkt)
  - Nazario Sauro (am 2. April 1941 bei Angriff auf Port Sudan versenkt)
  - Cesare Battisti (am 2. April 1941 bei Angriff auf Port Sudan beschädigt und selbst versenkt)
  - Daniele Manin (am 2. April 1941 bei Angriff auf Port Sudan versenkt)
- 5. Zerstörergeschwader mit drei Schiffen der Leone-Klasse
  - Pantera (in der Nacht vom 3. auf 4. April 1941 selbst versenkt)
  - Tigre (in der Nacht vom 3. auf 4. April 1941 selbst versenkt)
  - Leone (am 31. März 1941 auf Grund gelaufen und am 1. April durch Schwesterschiffe Tigre und Leone versenkt)
- Torpedobooteinheit mit zwei Booten der Sirtori-Klasse
  - Giovanni Acerbi (am 4. April 1941 in Massaua durch britische Fliegerbomben versenkt)
  - Vincenzo Orsini (am 8. April 1941 in Maussaua selbst versenkt)
- 8. U-Boot-Gruppe
  - 81. Geschwader
    - Guglielmotti aus der Brin-Klasse (versenkt am 7. September 1940 gr. Tanker Atlas [4.008 BRT], verlegt 1940 vom Roten Meer – über Südafrika – nach Bordeaux; am 17. März 1942 im Mittelmeer von britischem U-Boot HMS Unbeaten versenkt)
    - Ferraris (in Atlantik verlegt, am 25. Oktober 1941 östlich der Azoren von britischem Zerstörer HMS Lamerton versenkt)
    - Galilei (versenkt am 16. Juni 1940 norw. Tanker James Stove [8.215 BRT]; am 19. Juni 1940 vom britischen U-Jagd-Trawler HMS Moonstone nach Artilleriegefecht erbeutet; als P.711 in britischen Diensten)
    - Luigi Galvani aus der Brin-Klasse (versenkt am 23. Juni 1940 im Golf von Oman HMIS Pathan, am 24. Juni 1940 von HMS Falmouth versenkt)

  - 82. Geschwader
    - Perla (1940 nach Bordeaux verlegt; am 9. Juli 1942 vor Beirut von HMS Hyacinth aufgebracht)
    - Macallè aus der Adua-Klasse (läuft am 15. Juni 1940 im Roten Meer auf ein Riff und geht verloren)
    - Archimede aus der Brin-Klasse (1940 nach Bordeaux verlegt; verfehlt am 23. Mai 1942 Zerstörer USS Moffett, versenkt am 15. Juni 1942 Handelsschiff Cardina [5.586 BRT], am 9. Oktober 1942 britischen Truppentransporter Oronsay [20.043 BRT], beschädigt am 10. Oktober 1942 Handelsschiff Nea Hellas; am 16. April 1943 vor Brasilien von US-Flugzeug versenkt)
    - Torricelli aus der Brin-Klasse (versenkt am 23. Juni 1940 im Roten Meer britischen Zerstörer Khartoum, dann Selbstversenkung)
- Andere Einheiten
  - 21. Schnellbootgeschwader (am 8. April 1941 in Massaua selbst versenkt) mit 5 Booten: MAS 204, MAS 206, MAS 210, MAS 213 (torpediert am 6. April 1941 vor Massaua den Leichten Kreuzer HMS Capetown) und MAS 216
- Kanonenboote Porto Corsini und Biglieri
- Minenleger Ostia
- Tanker Niobe, Sile, Sebeto, Bacchiglione

### Marinekommando Ferner Osten
Dieses Kommando befand sich im chinesischen Tianjin. Es führte bis Ende der 1930er Jahre das italienische Ostasiengeschwader. 1940 verblieben dort nur der Minenleger Lepanto und das Kanonenboot Carlotto.

### Forza Navale Speciale(FNS)
Die FNS wurde am 25. Oktober 1940 aufgestellt und in Tarent stationiert, als Italien seinen Angriff auf Griechenland vorbereitete. Sie stand unter dem Befehl von Ammiraglio di Squadra Vittorio Tur und sollte die geplante Landung auf Korfu durchführen.
Der Verband bestand aus folgenden Schiffen:
- Leichte Kreuzer:
  - Bari
  - Taranto
- Zerstörer der Mirabello-Klasse:
  - Augusto Riboty
  - Carlo Mirabello
- Torpedoboote:
  - Calatafimi (Curtatone-Klasse)
  - Castelfidardo (Curtatone-Klasse)
  - Curtatone (Curtatone-Klasse)
  - Monzambano (Curtatone-Klasse)
  - Confienza
  - Solferino
  - Marcello Prestinari
  - Antonio Cantore
  - Nicola Fabrizi
  - Giacomo Medici
  - Francesco Stocco
- Landungsschiffe:
  - Sesia (Sesia-Klasse)
  - Tirso (Sesia-Klasse)
  - Garigliano
- Hilfskreuzer:
  - RAMB III (D.6)
  - Capitano Cecchi
  - Lago Tana (D.22),
  - Lago Zuai (D.23),
- Vier MAS-Schnellboote der 13. Flottille

## Hilfskreuzer
Nachstehende Hilfskreuzer wurden von verschiedenen Reedereien eingezogen und mit Kanonen, Wasserbomben oder Minen ausgerüstet. Sie dienten dem Schutz von Geleiten, als Minenleger und auch zu Transportzwecken. Die Schiffe verdrängten in etwa zwischen 500 und 5000 Tonnen. Etliche Schiffe wurden mit dem Buchstaben D und einer Nummer gekennzeichnet.
- Adriatico (1976 t) (am 1. Dezember 1941 von Kreuzer HMS Aurora und Zerstörer HMS Lively versenkt)
- Arborea (D.5) (4959 t) (am 12. Januar 1944 versenkt)
- Baccich (D.17) (884 t) (am 8. September 1943 versenkt)
- Barletta (D.16) (1975 t) (am 2. Dezember 1943 versenkt)
- Brindisi (D.15) (1976 t) (am 6. August 1943 versenkt)
- Brioni (D.13) (1987 t) (am 2. November 1942 versenkt)
- Capitano Cecchi (2321 t) (am 8. Mai 1941 versenkt)
- Caralis (D.8) (3510 t) (am 28. Mai 1943 versenkt)
- Cattaro (D.36) (1275 t) (am 9. September 1943 und 22. März 1944 selbst versenkt, 1947 abgewrackt)
- Città di Bari (3339 t) (am 3. Mai 1941 versenkt)
- Città di Catania (3260 t) (am 3. September 1943 torpediert und versenkt)
- Città di Genova (D.4) (5413 t) (am 3. Mai 1941 versenkt)
- Città di Napoli (D.1) (5418 t) (am 28. November 1942 versenkt)
- Città di Palermo (D.3) (5413 t) (am 5. Januar 1942 versenkt)
- Città di Tunisi (5413 t, später Hospitalschiff)
- Deffenu (3510 t) (am 25. November 1941 versenkt)
- Egeo (3311 t) (am 24. April 1941 von Zerstörern HMS Jervis, HMS Janus, HMS Jaguar und HMS Juno vor Tripolis versenkt)
- Egitto (D.11) (3329 t) (am 1. März 1942 versenkt)
- Foscari (D.10) (3423 t) (am 9. September 1943 versenkt)
- Grimani (D.9) (3431 t) (am 28. Mai 1944 versenkt)
- Lago Tana (D.22) (783 t) (am 20. November 1942 versenkt)
- Lago Zuai (D.23) (783 t) (am 23. April 1945 versenkt)
- Loredan (D.19) (1357 t) (am 10. April 1943 versenkt)
- Lubiana (D.27) (985 t)
- Marcello (D.20) (1413 t) (am 19. Juni 1943 versenkt)
- Mazara (F.45) (984 t) (am 12. August 1944 versenkt)
- Mocenigo (1403 t)
- Morosini (D.12) (2423 t) (am 30. Oktober 1944 versenkt)
- Narenta (D.18) (984 t) (am 11. April 1943 versenkt)
- Olbia (D.7) (3514 t) (am 30. Oktober 1944 versenkt)
- Pola (451 t) (am 31. Oktober 1943 versenkt)
- RAMB I (3667 t) (operierte im Roten Meer und im Indischen Ozean; am 27. Februar 1941 nach Kampf mit Kreuzer Leander bei den Malediven gesunken)
- RAMB II (3685 t) (operierte im Roten Meer, dann in Japan als Calitea; am 12. Januar 1945 durch Luftangriff versenkt)
- RAMB III (D.6) (3666 t) (als Kiebitz von der deutschen Kriegsmarine und dann als Galeb von der jugoslawischen Marine übernommen)
- Rovigno (D.29) (451 t) (am 22. September 1943 versenkt)
- Zara (D.14) (1976 t) (am 2. November 1942 versenkt)

## Hilfsschiffe
- Königliche Segelyacht Aurora
- Königliche Segelyacht Savoia
- Hilfs-Kanonenboot Illiria
- Zielschiff San Marco (ehemaliger Kreuzer)
- Vermessungsschiff Ammiraglio Magnaghi
- Vermessungsschiff Cariddi
- Frachtschiff Enrichetta (ehemaliges Handelsschiff)
- Frachtschiff Tripoli
- Munitionsschiff Vallelunga
- Munitionsschiff Panigaglia
- Munitionsschiff Buffoluto
- Munitionstransporter Palermo
- Munitionstransporter Pluto
- Kühlschiff Asmara
- Hospitalschiff Aquileia
- Kabelleger Città di Milano
- Kabelleger Gisone
- Tanker Tarvisio
- Tanker Brennero
- Tanker Urano
- Tanker Bronte
- Tanker Nettuno
- Tanker Giove
- Tanker Marte
- Tanker Stige
- Bergungsschlepper Teseo
- Bergungsschlepper Ciclope
- Schlepper Titano (U-Boot-Rettungsschiff)
- Schlepper Marettimo
- Schlepper Luni
- Schlepper Egadi
- Schlepper Nereo
- Schlepper Marsigli
- Schlepper Montecristo

## Anmerkung
Angesichts der italienischen Verluste sei erwähnt, dass italienische Flottenverbände im Gegensatz zur britischen Royal Navy erst spät über Radar verfügten und daher bei schlechtem Wetter und nachts lange Zeit nahezu blind waren (vergleiche Seeschlacht bei Kap Matapan). Darüber hinaus war die britische Führung dank ihres Ultra Secret ab 1941 über größere italienische Operationen, Flotten- und z. T. Schiffsbewegungen bereits im Voraus weitgehend informiert. Ab 1942/43 lief die italienische Schlachtflotte wegen mangelnden Treibstoffs kaum mehr aus. Am 9. September 1943 verließen die italienischen Marineverbände befehlsgemäß Italien, da die Waffenstillstandsbedingungen der Alliierten eine Übergabe der Flotte an Deutschland untersagten. Eine Selbstversenkung fand nicht statt. Auf dem Weg von La Spezia nach Malta wurde die italienische Schlachtflotte von deutschen Kampfflugzeugen angegriffen (man hielt sie zunächst für alliierte Flugzeuge), die das neue Schlachtschiff Roma nordwestlich von Sardinien versenkten.